# Trinca (Moldavia)
Trinca è un comune della Moldavia situato nel distretto di Edineț di 3.108 abitanti al censimento del 2004